# Anapisa mabira
Anapisa mabira là một loài bướm đêm thuộc phân họ Arctiinae, họ Erebidae.